# 羊続
羊 続（よう ぞく/よう しょく、生没年不詳）は、中国後漢時代末期の政治家、武将。字は興祖。兗州泰山郡平陽県の人。祖父は羊侵（浸）、父は羊儒、妻は蛇邱氏あるいは星氏。子に羊秘、羊衜、羊耽、孫に羊徽瑜、羊祜、羊琇など。

## 生涯
先祖七世にわたって二千石を輩出する名門で、祖父は司隷校尉、父は太常を務めた。
羊続は忠臣の子孫ということで郎中を拝し、官を去った後は大将軍・竇武の府に辟召された。168年に竇武が敗れると連座し、禁固十数年となった。
184年に党錮の禁が解かれるとまた何進の大将軍府に招かれ、四度の異動の後に廬江太守に任じられた。後に揚州の黄巾賊が舒県を攻め、城郭に火を放った。羊続は県内の20歳以上の男子を徴発し、みな武装させて、弱者には水を運ばせて消火をさせた。彼らは、数万人で力を合わせて戦って黄巾賊を撃破し、郡の境界は平穏になった。後に安風県の賊・戴風が反乱を起こすると、羊続はまたこれを撃破して三千ほど首級と、その渠帥を生け捕りにした。またその配下らを許して平民に戻し、道具を与えて農業に就かせた。羊続は太守の地位にあったが、一幅の布団で眠り、破れると紙を貼り付けて使い続けた。
中平3年（186年）、江夏の兵士・趙慈が反乱し、南陽太守の秦頡を殺害し六県を攻め落としたため、羊続が後任の太守に任じられた。羊続は正式に着任する前に、破れた古服を着て童子を一人連れ、郡内を巡り風聞を集め、しかる後に赴任した。そうして領内の官民の清濁善悪を熟知していたため、郡内は震撼し恐懼した。そこで出兵し、荊州刺史の王敏とともに趙慈を斬り、5千の首級を挙げた。趙慈に応じた賊らが降伏してくると、助命を上表した。反乱が平定されると、政令を出し、民のために利害を調査したため喜ばれた。
羊続は当時の豪族の贅沢を忌み嫌い、やつれた衣服を着て粗食をし、車馬もぼろぼろであった。また魚の刺身が好物であったが、南陽郡の丞（役人）から鮮魚を贈られると、羊続はそれを受け取るも庭の木に吊るしておいた。後にその者が再び贈ろうとすると、前の魚を持って来て意思を伝えた（断った）。
またある時、妻（星氏か）が息子の羊秘を連れて郡舎を訪問すると、羊続は門を閉じて入れなかった。妻が羊秘に倉に行かせると、中には布団と破れた短衣と塩、麦が数石しかなかった。羊続は息子に「私が持っているのはこれくらいだ。お前は母に何を持っていくのか？」と伝え、二人は帰っていった。
中平5年（188年）劉虞が張純の乱を治め太尉に任じられた際は、趙謨、劉焉、黄琬、羊続らに位を譲ろうとし、翌中平6年（189年）には羊続を太尉に就けようという話が持ち上がった。当時、三公になる者はみな千万銭を納める習わしになっており、その際に遣わされる者を「左騶」と呼んだ。左騶が行くところ大変な歓迎をされ、厚く賄賂が贈られたものだった。しかし、羊続は使者が至ると単席に座らせ、粗末な着物を差し出して「私が贈れる物はこれくらいです」と伝えた。左騶がこれを報告すると霊帝は喜ばず、三公にはなれなかった。こうした行いを当時の人から「天下の清苦、羊興祖」と謡われた。
代わりに九卿の太常に任じられたが、南陽郡から出発する前に48歳で病没した。この際に、薄葬と贈り物を受けないこと遺言した。旧典によると二千石の官が死去した際は百万銭が贈られることになっていたが、丞の焦倹は遺言を守って一切受け取らなかった。帝は詔を出してこれを褒め、泰山太守に命じて羊続の家に銭を贈らせた。